# Гаубицкий (герб)
Гаубицкий (пол. Haubicki) — польский дворянский герб.

## Описание
В голубом поле ястреб, летящий вправо, с голубем в когтях. В навершии шлема павлиний хвост. Герб Гаубицкий (употребляют: Плахецкие) внесен в Часть 2 Гербовника дворянских родов Царства Польского, стр. 125.

## Герб используют
Гаубицкие, Плахецкие, в прежнем Хелминском Воеводстве оседлые. Из рода их Тибурций Плахецкий в 1765 году купил там же имение Тржепеч, которое потом наследовали сыновья его Владислав и Фердинанд.